# Страшницы
Страшницы — деревня в восточной части Порховского района Псковской области. Входит в состав сельского поселения «Красноармейская волость».
Расположена в 12 км к юго-востоку от города Порхов.
Численность населения составляет 5 жителей (2016 год).
На 2000 год численность составляла 11 человек.